# Elsa Astete Millán
Elsa Astete Millán (9 de Julio, 7 de junio de 1910-Buenos Aires, 21 de octubre de 2001) fue una escritora argentina y la primera esposa de Jorge Luis Borges. Se casaron por civil y por la iglesia católica en la parroquia de Nuestra Señora de las Victorias de Buenos Aires el 21 de septiembre de 1967, cuando ella, una exnovia de su juventud, acababa de enviudar. El matrimonio duró solo tres años, pues se separaron en 1970.

## Encuentro con Borges
Elsa Astete Millán nació el 7 de junio de 1910 en Nueve de Julio, provincia de Buenos Aires, hija de Pablo Emilio Astete y de María Millán. Borges y Elsa se conocieron en La Plata, en 1931. Ella tenía 20 años. El hombre que le presentaría a Borges fue Pedro Henríquez Ureña, historiador dominicano que había tenido que abandonar Santo Domingo porque el dictador Rafael Leónidas Trujillo se había enamorado de su mujer.
El encuentro ocurrió una tarde, cuando Henríquez Ureña llamó a su amiga Elsa y a su hermana Alicia, y las convocó a una cita a ciegas en el Museo de Bellas Artes, donde habría una conferencia. El conferencista era Néstor Ibarra, quien acabaría casándose con Alicia, y el joven que lo acompañaba se llamaba Jorge Luis Borges.
En 1931, Borges tenía 32 años y era un intelectual joven educado en Europa, ignorante todavía de que iba a ser uno de los más relevantes escritores en lengua española del siglo XX. Había publicado un ensayo, Evaristo Carriego, que además de hacerle ganar tres mil pesos en un premio le había valido que Victoria Ocampo lo integrara a la Revista Sur. Aquella cita a ciegas en el Museo de La Plata sería el disparador de la relación. En la versión de la mujer, "después de que Henríquez Ureña nos presentó, nos fuimos a tomar el té al Jockey Club, y a la semana siguiente Alicia y yo fuimos a Buenos Aires para encontrarnos. Desde entonces no me dejó más. Me perseguía a sol y a sombra. Fue en esa primera cita cuando Borges me juró amor eterno". Se casaron en Buenos Aires el 4 de agosto de 1967, separándose en 1970. Ella era viuda de Ricardo Albarracín, matrimonio que había sido celebrado en la ciudad de La Plata.
Elsa falleció en Buenos Aires el 21 de octubre de 2001, a la edad de 91 años.